# Волнат Крик (Калифорнија)
Волнат Крик (енгл. Walnut Creek) град је у америчкој савезној држави Калифорнија. По попису становништва из 2010. у њему је живело 64.173 становника.

## Демографија
Према попису становништва из 2010. у граду је живело 64.173 становника, што је 123 (0,2%) становника мање него 2000. године.
| Група             | 2000.          | 2010.          |
| Белци             | 51.834 (80,6%) | 47.170 (73,5%) |
| Афроамериканци    | 688 (1,1%)     | 1.035 (1,6%)   |
| Азијати           | 6.017 (9,4%)   | 8.027 (12,5%)  |
| Хиспаноамериканци | 3.851 (6,0%)   | 5.540 (8,6%)   |
| Укупно            | 64.296         | 64.173         |

## Партнерски градови
- Шиофок